# 조난입니까?
《조난입니까?》(일본어: ソウナンですか?소난데스카)는 원작: 오카모토 켄타로, 만화: 사가라 리리의 일본의 만화다. 《주간 영 매거진》(코단샤)에서, 2017년 6호부터 연재를 개시했다. 4화(10호) 이후 격주 연재가 되어, 2022년 14호에서 완결되었다. 완결 시점에서 전자판을 포함한 누계부수는 100만 부를 돌파했다. 2018년에 무대화되었고 2019년에 텔레비전 애니메이션이 방송되었다.
완결 기념 기획으로서 원작인 오카모토의 블로그에서 2022년 3월 27일부터 28일에, 권마다 전 에피소드의 해설 뒷 이야기가 공개되었다.

## 줄거리
고등학교 수학여행 중 비행기 사고가 발생, 운 좋게도 멀쩡하게 생존한 오니시마 호마레, 스즈모리 아스카, 아마타니 무츠, 쿠죠 시온 여고생 4명은 무인도에 표착했다. 호마레는 과거에 수많은 조난 경험이 있어, 그녀가 가진 탁월한 서바이벌 기술을 살려 4명은 무인도에서의 공동 생활을 시작한다. 저마다 개성적인 성격의 네 소녀는 섬으로 구조가 오기를 바라며 서로 협력해 나날을 살아가기 위해 분투한다.

## 등장인물

### 주요 인물
오니시마 호마레(鬼島 ほまれ)
성우 - M·A·O
본작의 주인공 소녀. 고등학교 2학년이고 반은 F반. 생일은 2월 14일. 키 159cm. 반듯한 생김새의 미형으로 트윈테일 헤어스타일이 특징이다. 가슴은 D컵. 어머니와는 유년기에 사별해, 아버지 죠이치가 말한 '엄마의 몫까지 강해지는 거야'라고 들은 것이 서바이벌에 몰두한 한 요인이 되었다.
어릴 때부터 죠이치와 세계 각지를 여행하며 수많은 조난 경험이 있어 일류 서바이벌 기술을 습득하고 있다.
스즈모리 아스카(鈴森 明日香)
성우 - 코노 히요리
호마레와 함께 조난당한 여학생. 고등학교 2학년으로, 반은 C반. 키 163cm. 장신이며 스타일이 좋다. 가슴은 G컵으로, 작중에서는 자주 화목이 강요되어 힘든 생각을 하고 있다.
아마타니 무츠(天谷 睦)
성우 - 야스노 키요노
호마레와 함께 조난당한 여학생. 고등학교 2학년으로, 반은 A반. 생일은 5월 9일. 키 154cm. 안경과 단발컷이 특징. 가슴은 A컵. 학업 우수로 1학년 무렵부터 학년 1위를 양보한 적이 없고, 무지각 무결석이다.
쿠죠 시온(九条 紫音)
성우 - 와키 아즈미
호마레와 함께 조난당한 여학생. 고등학교 2학년으로, 반은 B반. 생일은 8월 27일. 신장 157cm. 롱 헤어와 덧니가 특징. 가슴은 D컵. 친가가 부유한 아가씨로 부모와 보르조이 개 아놀드와 살고 있다.

### 그 외의 조난자
토리이 루이(鳥居 累)
호마레 일행 4명과 섬 반대편에 조난당한 여학생. 고등학교 2학년으로, 반은 D반. 금발 단발머리와 왼쪽 귀에 달린 3개의 피어싱이 특징.
핫토리 소지(服部 宗二)
루이와 함께 조난당한 남학생. 고등학교 2학년으로, 반은 A반으로 무츠의 클래스메이트. 조난자 중에서는 유일한 남성. 축구부에 소속.

### 호마레의 가족
오니시마 죠이치(鬼島 丈一)
성우 - 오오츠카 아키오
호마레의 아버지.

## 서지 정보
- 오카모토 켄타로(원작)·사가라 리리(만화) 《조난입니까?》 코단샤 〈얀마가 KC〉, 전 10권
  1. 2017년 8월 4일 발매[5], ISBN 978-4-06-510070-7
  2. 2018년 3월 6일 발매[6], ISBN 978-4-06-510862-8
  3. 2018년 10월 5일 발매[7], ISBN 978-4-06-513151-0
  4. 2019년 3월 6일 발매[8], ISBN 978-4-06-514802-0
  5. 2019년 9월 6일 발매[9], ISBN 978-4-06-516984-1
    - 《호마레의 서바이벌 핸드북 포함 특장판》 같은 날 발매[10], ISBN 978-4-06-516988-9

  6. 2020년 4월 6일 발매[11], ISBN 978-4-06-519187-3
  7. 2020년 10월 6일 발매[12], ISBN 978-4-06-521002-4
  8. 2021년 4월 6일 발매[13], ISBN 978-4-06-522938-5
  9. 2021년 10월 6일 발매[14], ISBN 978-4-06-525088-4
  10. 2022년 4월 6일 발매[15], ISBN 978-4-06-527466-8
- 《조난입니까?》 에게 배우는 게임북식 생사를 가르는 최강의 서바이벌 기술(2019년 9월 25일, 세이카이샤), ISBN 978-4-06-517110-3

## TV 애니메이션
2019년 7월부터 9월까지 TOKYO MX 등에서 방송되었다.

### 스태프
- 원작 - 오카모토 켄타로(岡本健太郎)[3]
- 만화 - 사가라 리리(さがら梨々)[3]
- 감독 - 나가야마 노부요시(長山延好)[3]
- 시리즈 구성 - 마치다 토우코(待田堂子)[3]
- 캐릭터 디자인 - 니시오 준노스케(西尾淳之介)[3]
- 프롭 디자인 - 사토 레이코(佐藤玲子)[3]
- 컨셉 아트·미술 설정 - 사쿠마 노보루(佐久間 昇)[3]
- 미술 감독 - 니시쿠라 츠토무(西倉 力)[3]
- 색채 설계 - 오가와 유미카(小川由美香)[3]
- 촬영 감독 - 이토 야스유키(伊藤康行)[3]
- 편집 - 오카 유지(岡 祐二)
- 음향 감독 - 스가와라 테루아키(菅原輝明)[3]
- 음악 - 타테야마 아키유키(立山秋航)[3]
- 애니메이션 프로듀서 - 에리구치 타케시(江里口武志)
- 애니메이션 제작 - Ezo'la[3]
- 제작(制作) - NAS[3]
- 제작(製作) - 조난입니까? 제작위원회

### 주제가
여긴 어디(ココハドコ)
오니시마 호마레역의 M·A·O, 스즈모리 아스카역의 코노 히요리, 아마타니 무츠역의 야스노 키요노, 쿠죠 시온역의 와키 아즈미에 의한 오프닝 테마. 작사는 후지바야시 쇼코, 작곡은 사이렌지!, 편곡은 쿠시타 마인.
산다(生きる)
야스노 키요노에 의한 엔딩 테마. 작사는 니시 나오키, 작곡·편곡은 카와사키 토모야.

### 방영 목록
| 화수    | 제목                           | 그림 콘티         | 연출              | 작화 감독                                                                                                   | 총작화 감독                     | 방송일         |
| ------- | ------------------------------ | ----------------- | ----------------- | --- | ------------------------------- | -------------- |
| Case.1  | 漂流 표류                      | 나가야마 노부요시 | 타카하시 히데토시 | 니시오 준노스케                                                                                             | -                               | 2019년 7월 2일 |
| Case.2  | 初めての食事 첫 식사           | 나가야마 노부요시 | 타카하시 히데토시 | 나카야마 카즈코 이케하라 유리코                                                                             | 니시오 준노스케                 | 7월 9일        |
| Case.3  | 島のヌシ 섬의 주인             | 시부야 료스케     | 시부야 료스케     | 사이토 카즈야 키노시타 유미코 이이즈카 요코                                                                 | 니시오 준노스케                 | 7월 16일       |
| Case.4  | トラップ 트랩                  | 시부야 료스케     | 시부야 료스케     | 나카야마 카즈코 에토 타이키 이케하라 유리코 코시이시 사토루 이이즈카 요코                                   | 니시오 준노스케                 | 7월 23일       |
| Case.5  | 奇妙なサザエ 기묘한 소라       | 시바타 유스케     | 아이케이 료타     | 사이토 카즈야 키노시타 유미코 나가타 유카 이케하라 유리코 나카야마 카즈코                                   | 니시오 준노스케                 | 7월 30일       |
| Case.6  | ウサギ実食 토끼 맛보기         | 코야마 나호       | 코야마 나호       | 마츠시타 키요시 나카야마 카즈코 이케하라 유리코                                                             | 니시오 준노스케                 | 8월 6일        |
| Case.7  | 島を探索 섬 탐색               | 시부야 료스케     | 시부야 료스케     | 사이토 카오리 나카야마 카즈코 이케하라 유리코                                                               | 니시오 준노스케                 | 8월 13일       |
| Case.8  | オアシス発見!? 오아시스 발견!? | 이시구로 타츠야   | 시부야 료스케     | 나카야마 카즈코 핫토리 마스미 마츠시타 키요시 사쿠라이 타쿠로 이케하라 유리코 Revival                       | 니시오 준노스케                 | 8월 20일       |
| Case.9  | ほまれのパパ 호마레네 아빠     | 타카하시 히데토시 | 타카하시 히데토시 | 후지타 카즈유키 이와나가 료타 이케하라 유리코 시라이시 사토루 나카무라 요시코 요시마츠 요시오 오누마 요시이 | 니시오 준노스케                 | 8월 27일       |
| Case.10 | HONEY BEE                      | 타카하시 히데토시 | 타카하시 히데토시 | 핫토리 마스미 미즈사키 켄타 카타오카 에미코 이이에 이케하라 유리코 이이즈카 요코 Revival                    | 니시오 준노스케                 | 9월 3일        |
| Case.11 | 絶対助ける 반드시 구한다       | 시부야 료스케     | 시부야 료스케     | 타카세 유리코 이케하라 유리코 미즈사키 켄타 이이에 사쿠라이 타쿠로 핫토리 마스미                            | 니시오 준노스케 나카야마 카즈코 | 9월 10일       |
| Case.12 | 水の補給方法 물 보급 방법      | 시부야 료스케     | 시부야 료스케     | 이케하라 유리코 이이에 키노시타 유미코 사쿠라이 타쿠로 카타오카 에미코 핫토리 마스미                        | 니시오 준노스케 나카야마 카즈코 | 9월 17일       |